# شيرا (مقاطعة فريدونكنار)
شيرا (بالإنجليزية: Shira, Iran)‏ هي منطقة سكنية تقع في مازندران في إيران. يقدر عدد سكانها بـ 436 نسمة .